# Phemeranthus calycinus
Phemeranthus calycinus är en källörtsväxtart som först beskrevs av Engelmann, och fick sitt nu gällande namn av Kiger. Phemeranthus calycinus ingår i släktet Phemeranthus och familjen källörtsväxter. Inga underarter finns listade i Catalogue of Life.

## Bildgalleri

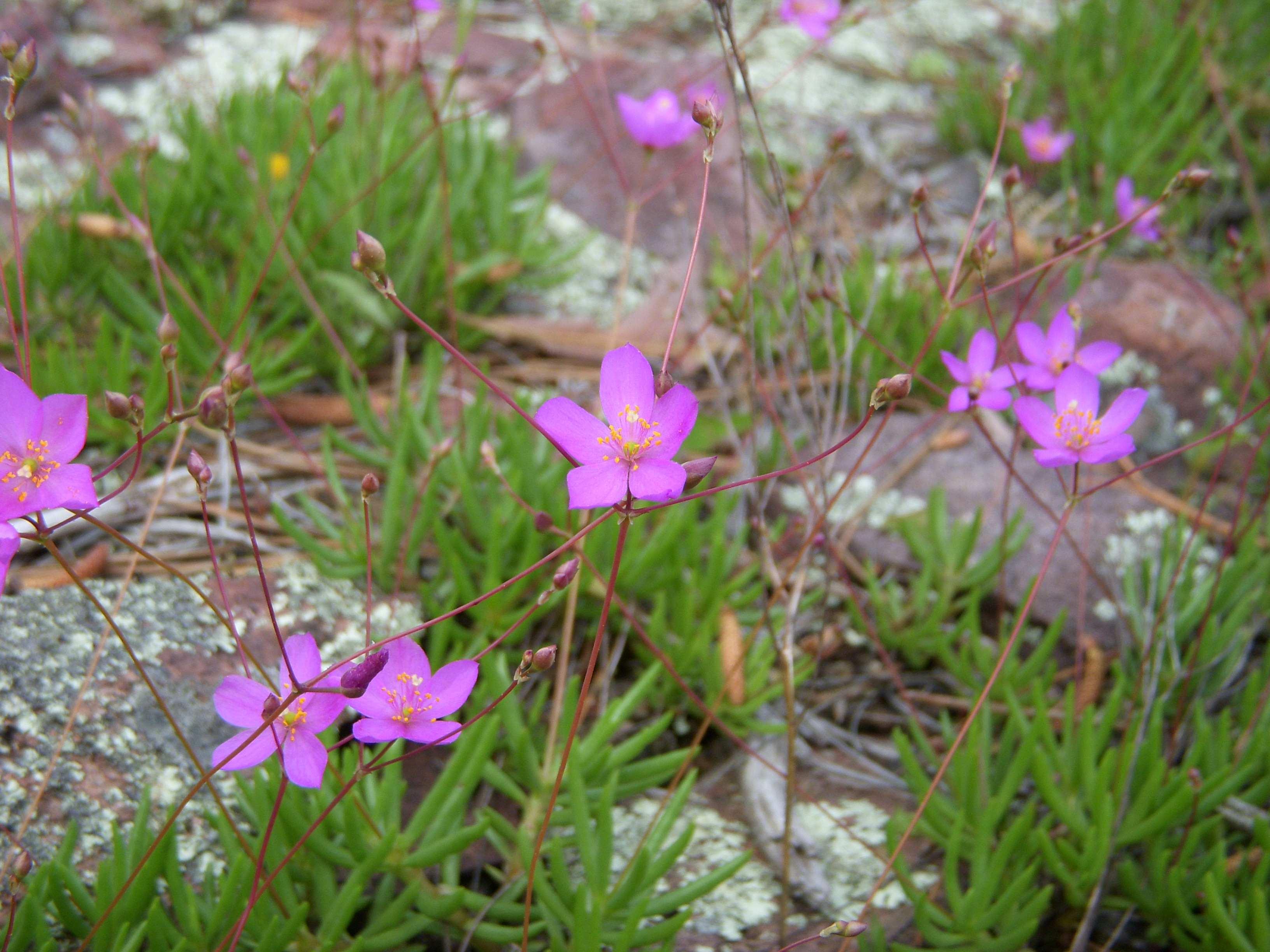
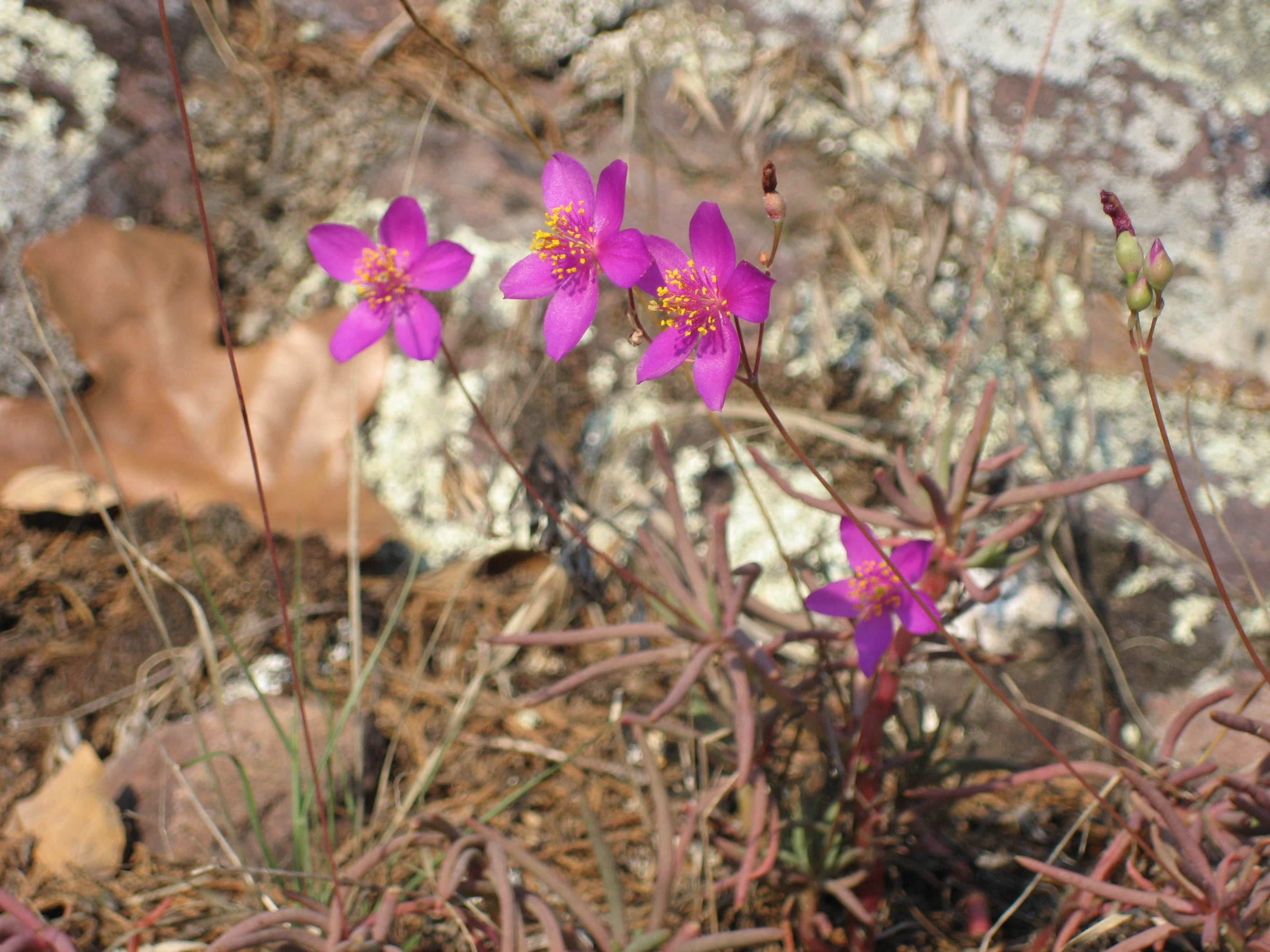